# Napad NOVJ-a na Glinu 1943.
Napad NOVJ-a na Glinu bio je bitka u drugom svjetskom ratu. Postrojbe Četvrtog korpusa NOVJ-a izvele su krajem studenog 1943. napad na njemački garnizon u Glini i posade na okolnim komunikacijama. Napad je počeo 23. studenog 1943. u večernjim satima. U napadu su sudjelovale tri brigade Sedme banijske divizije, dok su snage Osme kordunaške divizije zatvarale pravce iz Petrinje prema Glini.
Na Banovini su tada bili razmješteni 24. SS oklopno-grenadirska pukovnija „Danmark”, dijelovi 1. kozačke konjičke divizije, i ustaško-domobranske snage.
I pored znatnog zalaganja banijskih jedinica, napad na Glinu 23./24. studenog, kao ni ponovljeni napad sljedeće noći nisu uspjeli. Obranu SS-posade u Glini pomoglo je i njemačko zrakoplostvo.
Jedinice Osme kordunaške brigade 25. studenog ujutro na sektoru Hrastovice kod Petrinje iz obrane su prešle u napad, razbivši jednu četu SS oklopnih grenadira i podčinjene dijelove domobrana, nanijevši im znatne gubitke i zauzevši mjesto.

## Tijek borbi za Glinu
U Glini se nalazila jedna bojna 24. SS oklopno-grenadirske pukovnije „Danmark”, jedna satnija V. ustaške bojne, i oko 50 oružnika. Pojas obrane garnizona bio je utvrđen bunkerima i bodljikavom žicom.
Napad na obranu Gline koji je počeo noću 23./24. studenog, Sedma divizija izvela je s tri brigade, ojačane s 3 tenka, korpusnom haubičkom baterijom i baterijom poljskih topova Osme divizije: Trećom brigadom napadajući s jugozapadne, Drugom brigadom s jugoistočne i Četvrtom brigadom napadajući s jugozapadne, Drugom brigadom sa sjeveroistočne strane.
Unatoč zalaganju boraca Sedme divizije, svi napadi tijekom noći 23./24. studenog bili su odbijeni. Napad je ponovljen tijekom dana 24. studenog, kao i sljedeće noći, ali ponovno bez uspjeha. Tijekom dana 25. studenog vršene su pripreme za ponovni napad, ali je njemačka avijacija omela koncentraciju Druge brigade i raspršila njezine dijelove. Druga brigada je u napadu bila zamijenjena Prvom iz rezerve, ali ni to nije donijelo uspjeh.
Dana 25. studenog štab Četvrtog korpusa naredio je obustavu napada na Glinu, ocijenivši da daljnji napadi nemaju izgleda za uspjeh. U ovim napadima, Sedma divizija imala je 38 mrtvih, oko 11 ranjenih i 3 nestala borca.

## Napad na Hrastovicu
Napad na Glinu osiguravale su iz pravca Petrinje dvije brigade Osme divizije: Prva brigada blokirala je mjesto Gora, a Treća brigada Hrastovicu. Pošto nije došlo do prikupljanja krupnjih njemačkih snaga, ove dvije brigade prešle su u napade na ova mjesta.
Zapažen uspjeh ostvarila je Treća brigada Osme divizije, koja je u napadu 25. studenog zauzela Hrastovicu, razbivši posadu sastavljenu od čete esesovaca i domobrana. Treća brigada uspješno je savladala izgrađenu utvrđenu liniju sastavljenu od bunkera povezanih prometnicama i fortifikacijskih prepreka, nanijevši osovinskoj posadi gubitke od 91 poginulog (4 časnika i 4 podčasnika) i 59 zarobljenih.

## Daljnji razvoj
Posljednjih dana studenog 1943. bila je izvršena smjena njemačkih posada na Banovini. Dijelovi 11. SS oklopno-grenadirske divizije bili su zamijenjeni jedinicama 1. kozačke konjičke divizije. Ove snage su, zajedno s 371. i 373. divizijom i ustašama 6. prosinca 1943. započele operaciju „Panther” protiv Sedme divizije NOVJ-a na Banovini u sklopu zimskih operacija Druge oklopne armije. Ove operacije nisu donijele trajno olakšanje njemačkim posadama. Dana 8. siječnja 1944. Sedma divizija započela je novi napad na njemačke posade na Banovini, i 11. siječnja Nijemci su bili prisiljeni napustiti Glinu, koja je postala važno središte oslobođenog teritorija.